# Swetlana Leonidowna Nowikowa
Swetlana Leonidowna Nowikowa (russisch Светлана Леонидовна Новикова, englisch Svetlana Leonidovna Novikova; * 5. September 1974 in Jelisowo) ist eine ehemalige sowjetisch-russische Skirennläuferin.

## Karriere
Nowikowa feierte ihr internationales Renndebüt bei den Juniorenweltmeisterschaften 1991 in Geilo bzw. Hemsedal. In der Abfahrt verpasste sie als Vierte nur denkbar knapp eine Medaille, lediglich eine Hundertstelsekunde fehlte ihr auf die drittplatzierte Französin Karine Allard.
1992 nahm Nowikowa für das Vereinte Team an den Olympischen Winterspielen in Albertville teil, wobei sie ihre beste Platzierung mit Rang 19 in der Alpinen Kombination erreichte. Nur wenige Tage später feierte sie bei den Juniorenweltmeisterschaften in Maribor den größten Erfolg ihrer Karriere, sie gewann Bronze in der Abfahrt.
Am 12. Dezember 1992 gab Nowikowa bei der Abfahrt von Vail, Colorado ihr Weltcupdebüt, wobei sie als 47. die Weltcuppunkteränge deutlich verpasste. Ihre ersten Punkte gewann sie bereits einen Monat später, am 17. Januar 1993 bei der Kombination von Cortina d’Ampezzo mit Rang 21.
Ihre erste Teilnahme an Alpinen Skiweltmeisterschaften im weiteren Saisonverlauf verlief den Erwartungen entsprechend. In der Abfahrt belegte sie Rang 28, im Riesenslalom den 32. Platz.
Im Dezember 1995 gewann Nowikowa innerhalb von 24 Stunden ihre beiden einzigen Europacuprennen, sie siegte bei den Abfahrten von Altenmarkt-Zauchensee.
Ihre beste Platzierung im Weltcup gelang Nowikowa am 1. Februar 1997 bei der Abfahrt von Laax mit Rang 20. Bei den kurz darauf stattfindenden Weltmeisterschaften in Sestriere schaffte sie mit dem 18. Platz in der Alpinen Kombination ihr bestes Ergebnis bei einem internationalen Großereignis.
Ihre letzten Rennen bestritt Nowikow im Dezember 1997 in Lake Louise, Alberta.

## Erfolge

### Olympische Winterspiele
- Albertville 1992: 19. Alpine Kombination, 27. Abfahrt

### Weltmeisterschaften
- Morioka 1993: 28. Abfahrt, 32. Riesenslalom
- Sierra Nevada 1996: 33. Super-G, DNF Abfahrt, DNS Riesenslalom
- Sestriere 1997: 18. Alpine Kombination, 28. Abfahrt, 32. Super-G

### Weltcup
- 5 Platzierungen unter den besten 30

### Juniorenweltmeisterschaften
- Geilo/Hemsedal 1991: 4. Abfahrt, 9. Super-G
- Maribor 1992: 3. Abfahrt, 17. Alpine Kombination, 24. Super-G, 27. Riesenslalom, 33. Slalom

### Europacup
- 2 Siege

| Datum             | Ort                   | Land       | Disziplin |
| ----------------- | --------------------- | ---------- | --------- |
| 20. Dezember 1995 | Altenmarkt-Zauchensee | Österreich | Abfahrt   |
| 21. Dezember 1995 | Altenmarkt-Zauchensee | Österreich | Abfahrt   |

### Weitere Erfolge
- Russische Meisterin im Riesenslalom (1996)
- Russische Vizemeisterin im Super-G (1996)
- Bronze bei den russischen Meisterschaften im Super-G (1995)
- Bronze bei den russischen Meisterschaften im Riesenslalom (1995)